# Bérangère Abba
Pour les articles homonymes, voir Abba (homonymie).
Bérangère Abba, née le 22 octobre 1976 à Chaumont (Haute-Marne), est une femme politique française.
Élue conseillère municipale de Chaumont en 2014, elle rejoint La République en marche (LREM), puis est élue députée dans la première circonscription de la Haute-Marne lors des élections législatives de 2017. À partir de 2019, elle est secrétaire de l'Assemblée nationale et déléguée nationale à la transition écologique de LREM.
Entre le 26 juillet 2020 et le 20 mai 2022, elle est secrétaire d'État chargée de la Biodiversité auprès de la ministre de la Transition écologique Barbara Pompili dans le gouvernement Jean Castex.
Lors des élections législatives de 2022, elle est battue au second tour par Christophe Bentz (Rassemblement national).
Elle est secrétaire générale déléguée du parti Horizons.
Le 6 novembre 2023, elle est nommée inspectrice de l'environnement et du développement durable.

## Situation personnelle
Bérangère Abba est née le 22 octobre 1976 à Chaumont (Haute-Marne). Après son échec au baccalauréat, elle exerce divers métiers, dont celui de manager pour des groupes musicaux, à ses débuts. C'est ce qui lui permettra en 2005 d'obtenir grâce à une validation des acquis à l’université d'Aix-Marseille I une licence professionnelle « Conception et mise en œuvre de projet culturels ; Médiation culturelle de l'art ». Elle travaille alors dans différentes villes françaises, en tant que directrice et chef de projet dans le secteur culturel.
En 2014, elle revient à Chaumont pour reprendre la gestion de l'entreprise familiale, une boutique indépendante de lingerie.
Bérangère Abba est mariée et mère de quatre enfants. Le dernier est né durant son mandat législatif.

## Parcours politique

### Débuts
Elle est élue conseillère municipale de Chaumont en 2014 sur la liste divers droite de Cyril de Rouvre, ancien maire de la ville de 1989 à 1995.
En 2015, elle est candidate aux élections départementales aux côtés de Cyril de Rouvre dans le canton de Chaumont-2, toujours apparentée divers droite. Le binôme est battu dès le premier tour, avec environ 10,6 % des voix.
Avant son élection comme députée, elle est adhérente de la Coordination nationale des collectifs contre l'enfouissement des déchets radioactifs (CEDRA), une association antinucléaire.

### Députée

#### Élection
Pour les élections législatives de 2017, Bérangère Abba est investie par LREM dans la première circonscription de la Haute-Marne. Elle arrive en tête du premier tour avec près de 32 % des suffrages. Elle est élue députée au second tour en rassemblant 53,44 % des voix face à Adrien Guené (LR), assistant parlementaire du député sortant Luc Chatel,,. Son suppléant est Sylvain Templier.

#### Fonctions à l'Assemblée nationale
À l'Assemblée nationale, Bérangère Abba est membre de la commission du Développement durable et de l'Aménagement du territoire. Après le départ de Jacques Krabal de la vice-présidence de la commission en 2018, elle échoue à lui succéder à ce poste en perdant au second tour de l'élection interne à son groupe face à Laurence Maillart-Méhaignerie.
Elle préside le groupe d’études de l’Assemblée nationale consacré aux parcs nationaux et aux parcs naturels régionaux.
En 2018, elle participe à la commission d’enquête parlementaire sur la sûreté et la sécurité des installations nucléaires.
En juin 2019, à l'occasion du renouvellement des responsabilités au sein du groupe LREM, elle est élue secrétaire de l'Assemblée nationale,.

#### Activité législative
En novembre 2018, elle est nommée rapporteure du projet de loi d'orientation des mobilités sur le volet de la programmation des investissements de l'État dans les transports,.
En juin 2019, elle est nommée rapporteure du projet de loi de finances 2020, pour avis budgétaire sur le programme "Infrastructures et services de transports".
En mars 2020, elle est nommée rapporteure du projet de loi relatif au Parquet européen et à la justice spécialisée, sur le volet relatif à la justice environnementale, et intègre la commission des Lois à l'Assemblée nationale,,.
En avril 2020, son amendement au plan du gouvernement de soutien aux entreprises « face à l'urgence économique » est adopté : celui-ci indique que l'État veillera au respect de la lutte contre le changement climatique par les entreprises soutenues, sans toutefois conditionner l'aide financière à cet engagement.
En juillet 2020, elle est nommée rapporteure pour avis du projet de loi de finances 2021, sur le volet des transports terrestres et fluviaux.

#### Autres fonctions
En début de législature, elle devient membre du Conseil national de la transition écologique.
En octobre 2019, elle est désignée par l'OPECST comme représentante du Parlement au conseil d'administration de l'Agence nationale pour la gestion des déchets radioactifs (ANDRA). Alors qu'elle était opposée au projet Cigéo (conduit par l'ANDRA) avant son élection comme députée, elle dit s’être « détournée de cette forme de militantisme » et préférer désormais « le dialogue », tout en restant « dubitative » sur Cigéo et en promouvant les alternatives au stockage en profondeur des déchets radioactifs. La Coordination nationale des collectifs contre l'enfouissement des déchets radioactifs (CEDRA), association antinucléaire dont elle était membre avant son élection, dénonce cette volte-face,.

#### Fonctions et positionnement au sein de LREM
En septembre 2018, après la nomination de François de Rugy au gouvernement, elle soutient la candidature de Barbara Pompili à la présidence de l'Assemblée nationale.
En février 2019, elle est nommée déléguée nationale à la transition écologique de LREM.
Reporterre met en cause ses « volte-face » en mentionnant sa signature en octobre 2017, avec 53 députés LREM, d'un manifeste réclamant l’interdiction du glyphosate « le plus rapidement possible » dans toute l’Union européenne, suivie de son refus d’inscrire son retrait dans la loi en 2018 ; ainsi que son absence dans l'hémicycle au moment du vote sur l'Accord économique et commercial global, dit CETA.

### Secrétaire d'État chargée de la Biodiversité

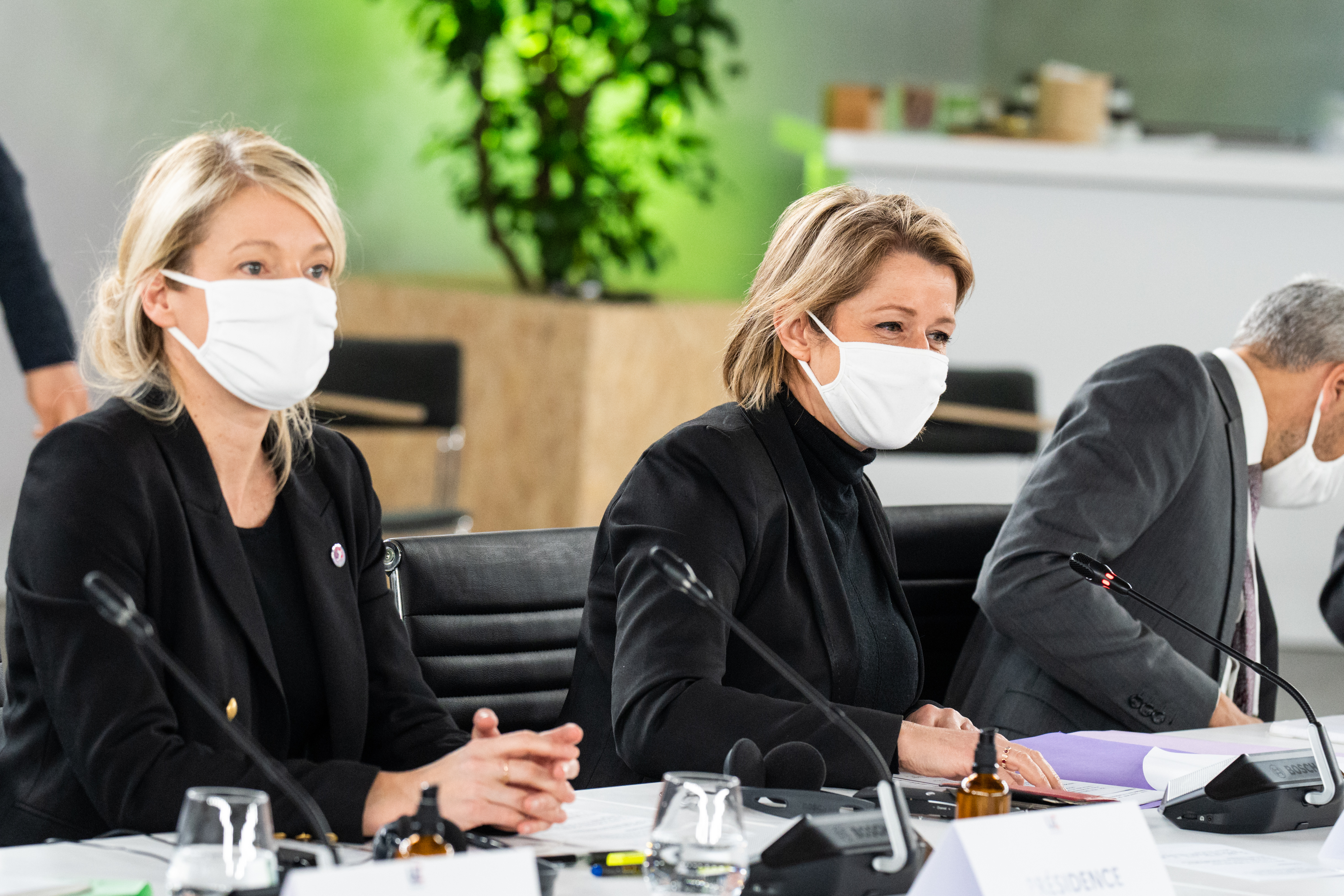
Bérangère Abba avec sa ministre de tutelle Barbara Pompili, en janvier 2022.

Le 26 juillet 2020, elle est nommée secrétaire d'État chargée de la Biodiversité auprès de la ministre de la Transition écologique, Barbara Pompili, dans le gouvernement Jean Castex. Cette fonction avait été occupée du 11 février 2016 au 10 mai 2017 par sa ministre de tutelle, sous la présidence de François Hollande.

### Élections législatives de 2022
Redevenue automatiquement députée le 21 juin 2022, un mois après la fin de ses fonctions gouvernementales, pour le dernier jour de la XVe législature, elle est à nouveau candidate aux élections législatives de 2022 dans la première circonscription de la Haute-Marne avec l'investiture de la coalition Ensemble (La République en marche). Elle se présente sous la bannière du parti Horizons. Elle est battue au second tour avec 48,75 % des voix par Christophe Bentz, candidat du Rassemblement national (51,25 %).

## Élection européenne
Elle est dix-septième sur la liste Besoin d'Europe aux élections européennes de 2024.

### Élections législatives de 2024
Lors des élections législatives de 2024, elle est candidate dans la première circonscription de la Haute-Marne avec l'investiture Horizons. Elle est une nouvelle fois battue par Christophe BENTZ, candidat du Rassemblement national.

## Décoration
- Chevalière de la Légion d'honneur (2025)[40].